# Epicauta aspera
Epicauta aspera är en skalbaggsart som beskrevs av Werner 1944. Epicauta aspera ingår i släktet Epicauta och familjen oljebaggar. Inga underarter finns listade i Catalogue of Life.